# Lista över byggnadsminnen i Uppsala län
Förteckning över byggnadsminnen i Uppsala län.

## Enköpings kommun
| Namn                                                           | Ursprunglig funktion                                    | Byggår           | Arkitekt | Plats            | Läge               | Anläggnings-ID | Bild                                    |
| -------------------------------------------------------------- | ------------------------------------------------------- | ---------------- | -------- | ---------------- | ------------------ | -------------- | --------------------------------------- |
| Ekolsunds f.d. värdshus (Ekolsund 3:7)                         | Gästgivargård (1 byggnad)                               | 1770-talet       |          | Ekolsund         | 59.65269, 17.36559 |                | Ladda upp en till bild av denna byggnad |
| Ekolsunds slott (Ekolsund 1:227; f.d. 1:102)                   | Herrgård,Livsmedelsindustri,Bageri,Säteri (3 byggnader) | 1630-talet       |          | Ekolsund         | 59.65075, 17.36639 |                | Ladda upp en till bild av denna byggnad |
| Gryta majorsboställe (Gryta 5:3)                               | Boställe,Officersboställe (3 byggnader)                 | 1732             |          | Gryta            | 59.73956, 17.34746 |                | Ladda upp en till bild av denna byggnad |
| Grönsö slott (Grönsö 1:1)                                      | Slott (2 byggnader)                                     | 1610             |          | Grönsö           | 59.47225, 17.24542 |                | Ladda upp en till bild av denna byggnad |
| Härnevi kvarn och såg (Stora Härnevi 2:2, 11:1 och Kylsta 8:2) | Kvarn,Industrikvarn,Såg (10 byggnader)                  | 1864             |          | Härnevi          | 59.73355, 17.05979 |                | Ladda upp en till bild av denna byggnad |
| Kvekgården (Kvek 2:34 och 2:36)                                | Bondgård (10 byggnader)                                 | 1855             |          | Fröslunda socken | 59.72710, 17.26680 |                | Ladda upp en till bild av denna byggnad |
| Landsberga översteboställe (Landsberga 1:1)                    | Boställe,Officersboställe (5 byggnader)                 | 1801             |          | Landsberga       | 59.74088, 17.18004 |                | Ladda upp en till bild av denna byggnad |
| Salnecke slott (Salnecke 1:10)                                 | Slott (4 byggnader)                                     | 1640-talet       |          | Gryta            | 59.73921, 17.33841 |                | Ladda upp en till bild av denna byggnad |
| Utöhus (Utö 2:1; f.d. Utöhus 1:1)                              | Slott (1 byggnad)                                       | 1400-talet       |          | Arnö             | 59.47294, 17.23204 |                | Ladda upp en till bild av denna byggnad |
| Veckholms gamla prästgård (Veckholm 1:8; f.d. 1:1)             | Boställe,Prästgård,Hembygdsgård (3 byggnader)           | 1700-talets mitt |          | Veckholm         | 59.52292, 17.32079 |                | Ladda upp en till bild av denna byggnad |

## Heby kommun
| Namn                                                   | Ursprunglig funktion      | Byggår     | Arkitekt | Plats     | Läge               | Anläggnings-ID | Bild                                    |
| ------------------------------------------------------ | ------------------------- | ---------- | -------- | --------- | ------------------ | -------------- | --------------------------------------- |
| Huddungeby, Anders Olsgården (Huddungeby 3:19)         | Bondgård (2 byggnader)    | 1835       |          | Huddunge  | 60.04171, 16.98149 |                | Ladda upp en till bild av denna byggnad |
| Harbonäs säteri (Harbonäs 2:1)                         | Säteri (1 byggnad)        | 1637       |          | Harbo     | 60.13771, 17.29727 |                | Ladda upp en till bild av denna byggnad |
| Huddungeby, Jan Ers-gården (Huddungeby 3:20)           | Bondgård (4 byggnader)    | 1840-talet |          | Huddunge  | 60.04174, 16.98228 |                | Ladda upp en till bild av denna byggnad |
| Östervåla gästgivargård (Östervåla-Åby 8:69; f.d. 8:9) | Gästgivargård (1 byggnad) | 1795       |          | Östervåla | 60.18349, 17.18687 |                | Ladda upp en till bild av denna byggnad |

## Håbo kommun
| Namn                                                    | Ursprunglig funktion      | Byggår     | Arkitekt | Plats        | Läge               | Anläggnings-ID | Bild                                    |
| ------------------------------------------------------- | ------------------------- | ---------- | -------- | ------------ | ------------------ | -------------- | --------------------------------------- |
| Biskops-Arnö (Biskops-Arnö 1:1)                         | Biskopsgård (9 byggnader) | 1300-talet |          | Biskops-Arnö | 59.66257, 17.48658 |                | Ladda upp en till bild av denna byggnad |
| Skoklosters slott (Skokloster 2:4; f.d. Skokloster 2:1) | Slott (5 byggnader)       | 1668       |          | Skokloster   | 59.70308, 17.61941 |                | Ladda upp en till bild av denna byggnad |

## Knivsta kommun
| Namn                                                            | Ursprunglig funktion                           | Byggår | Arkitekt | Plats          | Läge               | Anläggnings-ID | Bild                                    |
| --------------------------------------------------------------- | ---------------------------------------------- | ------ | -------- | -------------- | ------------------ | -------------- | --------------------------------------- |
| Flottsunds fyr (Kungshamn 1-5:1)                                | Fyrplats (1 byggnad)                           | 1929   |          | Alsike         | 59.78620, 17.65596 |                | Ladda upp en till bild av denna byggnad |
| Krusenbergs herrgård (Krusenberg 1:58, 1:1 och ga:1)            | Herrgård,Säteri (5 byggnader)                  | 1802   |          | Alsike         | 59.73500, 17.64665 |                | Ladda upp en till bild av denna byggnad |
| Mora stenar (Mora 1:1)                                          | Museum (1 byggnad)                             | 1770   |          | Lagga          | 59.79775, 17.78078 |                | Ladda upp en till bild av denna byggnad |
| Skottsila f.d. mönsterskrivarboställe (Skottsila 2:7; f.d. 2:1) | Ämbets- och tjänstemannaboställe (4 byggnader) | 1792   |          | Knivsta socken | 59.69695, 17.78111 |                | Ladda upp en till bild av denna byggnad |

## Tierps kommun
| Namn                                                                                      | Ursprunglig funktion                        | Byggår     | Arkitekt | Plats         | Läge               | Anläggnings-ID | Bild                                    |
| ----------------------------------------------------------------------------------------- | ------------------------------------------- | ---------- | -------- | ------------- | ------------------ | -------------- | --------------------------------------- |
| Söderfors bruk (Söderfors bruk 1:1 och 1:158, Jörsön 3:1 och 9:1)                         | Park (95 byggnader)                         | 1690       |          | Söderfors     | 60.38460, 17.23856 |                | Ladda upp en till bild av denna byggnad |
| Griggebo såg (Griggebo 1:17)                                                              | Såg (1 byggnad)                             | 1850       |          | Hållnäs       | 60.46960, 17.87104 |                | Ladda upp en till bild av denna byggnad |
| Karlholmsbruks Lancashiresmedja, kvarn, blåsmaksin och våghus (Karlholm 1:48-49 och 1:53) | Bruk (4 byggnader)                          | 1880       |          | Karlholmsbruk | 60.52231, 17.63789 |                | Ladda upp en till bild av denna byggnad |
| Lars-Larsgården (Munga 5:9)                                                               | Bondgård (1 byggnad)                        | 1760-talet |          | Munga         | 60.30851, 17.41109 |                | Ladda upp en bild av denna byggnad      |
| Lövstabruk (Skärsättra 1:20 m.fl.;f.d. Skärsättra 1:2 m.fl)                               | Herrgård,Bruksherrgård,Bruk (122 byggnader) | 1700-talet |          | Lövstabruk    | 60.40813, 17.87879 |                | Ladda upp en till bild av denna byggnad |
| Åkerby bruks klockstapel (Österlövsta-Åkerby 10:28)                                       | Bruk (1 byggnad)                            | 1739       |          | Åkerby        | 60.41634, 17.76449 |                | Ladda upp en till bild av denna byggnad |
| Örbyhus slott (Örbyhus 1:8)                                                               | Slott (29 byggnader)                        | 1400-talet |          | Vendel        | 60.20026, 17.70620 |                | Ladda upp en till bild av denna byggnad |

## Uppsala kommun
| Namn | Ursprunglig funktion                                                     | Byggår                                                                 | Arkitekt | Plats     | Läge               | Anläggnings-ID | Bild                                    |
| --- | ------------------------------------------------------------------------ | ---------------------------------------------------------------------- | -------- | --------- | ------------------ | -------------- | --------------------------------------- |
| Televerkets hus (Dragarbrunn 30:5)                                                                              | Telegrafstation och televerk (1 byggnad)                                 | 1917                                                                   |          | Uppsala   | 59.85757, 17.64236 |                | Ladda upp en till bild av denna byggnad |
| Vetenskapssocietetens hus, Schefferska huset (Fjärdingen 15:1; f.d. Disa 8)                                     | Vetenskaplig sammanslutning (2 byggnader)                                | 1670-talet                                                             |          | Uppsala   | 59.85881, 17.63215 |                | Ladda upp en till bild av denna byggnad |
| Geijersgården (Fjärdingen 19:3)                                                                                 | Borgargård (3 byggnader)                                                 | 1737                                                                   |          | Uppsala   | 59.85576, 17.63041 |                | Ladda upp en till bild av denna byggnad |
| Universitetshuset, Universitetsparken, Gustavianum och Ekermanska huset (Fjärdingen 1:9; f.d. S:t Eriks torg 2) | Sjukhus,Ämbets- och tjänstemannaboställe,Skola,Universitet (3 byggnader) | 1300-1400-talet (Gustavianum), 1761 (Ekermanska), 1887 (Universitetet) |          | Uppsala   | 59.85799, 17.63099 |                | Ladda upp en till bild av denna byggnad |
| Kemicum, Fysicum, Philologicum och Prefektbostaden i Kvarteret Kemikum (Kåbo 14:3 och 14:4;f.d. 14:1-14:2)      | Skola, Universitetsinstitution (5 byggnader)                             | 1859, 1904 (Kemicum), 1909 (Fysicum), 1912 (Prefektbostaden)           |          | Uppsala   | 59.85346, 17.62660 |                | Ladda upp en till bild av denna byggnad |
| Akademikvarnen (Fjärdingen 1:12; f.d. Holmen 4)                                                                 | Kvarn,Industrikvarn,Museum (4 byggnader)                                 | 1768                                                                   |          | Uppsala   | 59.85895, 17.63459 |                | Ladda upp en till bild av denna byggnad |
| Altomta gård (Altomta 1:1, 2:1 och 3:1)                                                                         | Herrgård (5 byggnader)                                                   | 1775                                                                   |          | Tensta    | 60.02183, 17.69780 |                | Ladda upp en till bild av denna byggnad |
| Botaniska trädgården (Kåbo 25:1; f.d. stä 657)                                                                  | Botanisk trädgård (3 byggnader)                                          | 1794                                                                   |          | Uppsala   | 59.85219, 17.62816 |                | Ladda upp en till bild av denna byggnad |
| Carolina Rediviva (Kåbo 15:1)                                                                                   | Bibliotek (1 byggnad)                                                    | 1841                                                                   |          | Uppsala   | 59.85491, 17.63097 |                | Ladda upp en till bild av denna byggnad |
| Dekanhuset (Fjärdingen 24:1)                                                                                    | Borgargård (1 byggnad)                                                   | 1746                                                                   |          | Uppsala   | 59.85746, 17.63268 |                | Ladda upp en till bild av denna byggnad |
| Domkapitelhuset (Fjärdingen 22:1)                                                                               | Domkapitel (1 byggnad)                                                   | 1100-1500-talet                                                        |          | Uppsala   | 59.85837, 17.63490 |                | Ladda upp en till bild av denna byggnad |
| Domtrapphuset (Fjärdingen 22:1)                                                                                 | Bostadshus (1 byggnad)                                                   | 1280                                                                   |          | Uppsala   | 59.85828, 17.63510 |                | Ladda upp en till bild av denna byggnad |
| Ekeby by (Vänge-Ekeby 6:1 (del av), 6:2, 6:4, 6:5, 7:2 och samfälld mark)                                       | Bysamfällighet (41 byggnader)                                            | 1800-talet                                                             |          | Ekeby by  | 59.84897, 17.45179 |                | Ladda upp en till bild av denna byggnad |
| Focksta kvarn (Hagby-Focksta 6:1)                                                                               | Kvarn (7 byggnader)                                                      | 1881                                                                   |          | Focksta   | 59.79395, 17.36977 |                | Ladda upp en till bild av denna byggnad |
| Ecclesiasticum (Fjärdingen 22:1)                                                                                | Domkapitel (1 byggnad)                                                   | 1600-talets slut                                                       |          | Uppsala   | 59.85853, 17.63326 |                | Ladda upp en till bild av denna byggnad |
| Gymnastikhuset i Uppsala (Fjärdingen 34:1;f.d. Stadsträdgården 34:1)                                            | Skola,Universitet,Högskola (1 byggnad)                                   | 1910                                                                   |          | Uppsala   | 59.85375, 17.63978 |                | Ladda upp en till bild av denna byggnad |
| Ihregården (Fjärdingen 19:4)                                                                                    | Borgargård (3 byggnader)                                                 | 1754                                                                   |          | Uppsala   | 59.85598, 17.63015 |                | Ladda upp en till bild av denna byggnad |
| Katedralskolans f.d. rektorsgård (Luthagen 75:1)                                                                | Ämbets- och tjänstemannaboställe (1 byggnad)                             | 1867                                                                   |          | Uppsala   | 59.86048, 17.62656 |                | Ladda upp en till bild av denna byggnad |
| Konsistoriehuset (Fjärdingen 22:2; fd 22:1)                                                                     | Ämbetsverk (1 byggnad)                                                   | 1757                                                                   |          | Uppsala   | 59.85841, 17.63244 |                | Ladda upp en till bild av denna byggnad |
| Kvarteret Rosendal (Fjärdingen 13:2)                                                                            | Ämbets- och tjänstemannaboställe (1 byggnad)                             | 1620-talet                                                             |          | Uppsala   | 59.85897, 17.62892 |                | Ladda upp en till bild av denna byggnad |
| Kvarteret Munken, Laboratorium Chemicum (Fjärdingen 30:3; f.d. Munken 11)                                       | Skola,Universitetsinstitution (4 byggnader)                              | 1753-1867                                                              |          | Uppsala   | 59.85539, 17.63968 |                | Ladda upp en till bild av denna byggnad |
| Landshövdingens stall (Kåbo 5:3; f.d. 5:1)                                                                      | Residens (1 byggnad)                                                     | 1820-talet                                                             |          | Uppsala   | 59.85168, 17.63396 |                | Ladda upp en till bild av denna byggnad |
| Lena gamla sockenstugan (Lena 1:46; f.d. Prästgården 1:46)                                                      | Sockenstuga (1 byggnad)                                                  | 1733                                                                   |          | Lena      | 60.01297, 17.72201 |                | Ladda upp en till bild av denna byggnad |
| Linnés Sävja (Sävja 1:55)                                                                                       | Fritidshus,Sommarvilla (8 byggnader)                                     | 1600-talet                                                             |          | Sävja     | 59.81960, 17.70111 |                | Ladda upp en till bild av denna byggnad |
| Linnés Hammarby (Danmarks-Hammarby 5:1)                                                                         | Bostadshus (6 byggnader)                                                 | 1762                                                                   |          | Danmark   | 59.81783, 17.77603 |                | Ladda upp en till bild av denna byggnad |
| Linnéträdgården (Dragarbrunn 4:7; f.d. Örtedalen 7)                                                             | Botanisk trädgård (4 byggnader)                                          | 1743                                                                   |          | Uppsala   | 59.86228, 17.63429 |                | Ladda upp en till bild av denna byggnad |
| Lägenheten Lugnet (Kåbo 5:1)                                                                                    | Bostadshus (2 byggnader)                                                 | 1700-talets slut                                                       |          | Uppsala   | 59.85071, 17.63289 |                | Ladda upp en till bild av denna byggnad |
| Polacksbacken (f.d. S1) (Kronåsen 1:15)                                                                         | Kasernetablissemang (9 byggnader)                                        | 1912                                                                   |          | Uppsala   | 59.84083, 17.64999 |                | Ladda upp en till bild av denna byggnad |
| Regnellianum (Fjärdingen 29:3)                                                                                  | Skola,Universitetsinstitution (1 byggnad)                                | 1892                                                                   |          | Uppsala   | 59.85549, 17.63761 |                | Ladda upp en till bild av denna byggnad |
| Salsta slott (Lena-Salsta 1:5)                                                                                  | Slott (9 byggnader)                                                      | 1670-talet                                                             |          | Vattholma | 60.04742, 17.74085 |                | Ladda upp en till bild av denna byggnad |
| Skuttunge prästgård (Skuttunge 10:4; f.d. 10:1)                                                                 | Boställe,Prästgård (8 byggnader)                                         | 1776                                                                   |          | Skuttunge | 59.99492, 17.50222 |                | Ladda upp en till bild av denna byggnad |
| Skytteanum (Fjärdingen 26:4; f.d. Domen 10)                                                                     | Skola,Universitetsinstitution (2 byggnader)                              | 1300-1400-talet                                                        |          | Uppsala   | 59.85786, 17.63509 |                | Ladda upp en till bild av denna byggnad |
| Slottsbiografen (Fjärdingen 27:1)                                                                               | Biograf,Klubbhus (1 byggnad)                                             | 1914                                                                   |          | Uppsala   | 59.85629, 17.63476 |                | Ladda upp en till bild av denna byggnad |
| Ställverket vid Uppsala centralstation (Dragarbrunn 32:1)                                                       | Järnvägsanläggning (1 byggnad)                                           | 1913                                                                   |          | Uppsala   | 59.85591, 17.65085 |                | Ladda upp en till bild av denna byggnad |
| Uppsala hälsobrunn och Eklundshof (Kronåsen 1:27; f.d. 1:17)                                                    | Hälsobrunn (8 byggnader)                                                 | 1832                                                                   |          | Uppsala   | 59.84311, 17.64854 |                | Ladda upp en till bild av denna byggnad |
| Uppsala slott (Fjärdingen 33:1)                                                                                 | Riksfäste (1 byggnad)                                                    | 1540-talet                                                             |          | Uppsala   | 59.85359, 17.63543 |                | Ladda upp en till bild av denna byggnad |
| Uppsala stationshus (Uppsala central) (Dragarbrunn 32:1)                                                        | Järnvägsstation (1 byggnad)                                              | 1866                                                                   |          | Uppsala   | 59.85878, 17.64588 |                | Ladda upp en till bild av denna byggnad |
| Vaksalaskolan (Fålhagen 12:1)                                                                                   | Skola,Folkskola (1 byggnad)                                              | 1927                                                                   |          | Uppsala   | 59.86112, 17.64823 |                | Ladda upp en till bild av denna byggnad |
| Vice pastorshuset (Fjärdingen 22:1)                                                                             | Boställe,Prästgård (1 byggnad)                                           | 1500-talet eller tidigare                                              |          | Uppsala   | 59.85854, 17.63443 |                | Ladda upp en till bild av denna byggnad |
| Viks slott (Viks mur 1:1)                                                                                       | Slott (2 byggnader)                                                      | 1400-talet                                                             |          | Balingsta | 59.73614, 17.46204 |                | Ladda upp en till bild av denna byggnad |
| Villa Göth (Kåbo 49:8)                                                                                          | Bostadshus (1 byggnad)                                                   | 1950                                                                   |          | Uppsala   | 59.84397, 17.62979 |                | Ladda upp en till bild av denna byggnad |
| Vänge prästgård (Vänge 2:28)                                                                                    | Boställe,Prästgård (4 byggnader)                                         | 1850                                                                   |          | Vänge     | 59.85714, 17.43095 |                | Ladda upp en till bild av denna byggnad |
| Zoologen och Paleontologen (i kv. Lagerträdet) (Kåbo 34:12)                                                     | Skola,Universitetsinstitution (2 byggnader)                              | 1909 (Zoologen), 1929 (Paleontologen)                                  |          | Uppsala   | 59.84969, 17.62404 |                | Ladda upp en till bild av denna byggnad |
| Observatorieparken (Luthagen 62:4; f.d. 62:1)                                                                   | Observatorium (13 byggnader)                                             | 1848                                                                   |          | Uppsala   | 59.85736, 17.62236 |                | Ladda upp en till bild av denna byggnad |
| Ärkebiskopsgården (Fjärdingen 21:1)                                                                             | Biskopsgård (4 byggnader)                                                | 1330-talet                                                             |          | Uppsala   | 59.85722, 17.63134 |                | Ladda upp en till bild av denna byggnad |

1. Backmanska huset i Uppsala [källa behövs]

## Älvkarleby kommun
| Namn                                | Ursprunglig funktion                           | Byggår                               | Arkitekt                 | Plats | Läge               | Anläggnings-ID | Bild                                    |
| ----------------------------------- | ---------------------------------------------- | ------------------------------------ | ------------------------ | ----- | ------------------ | -------------- | --------------------------------------- |
| K 0188 (Marma läger) (Älvsäter 1:3) | Mötes-, exercis- och lägerplats (22 byggnader) | 1880- och 1890-talen (Huvudsakligen) | Axel och Hjalmar Kumlien | Marma | 60.48251, 17.42668 |                | Ladda upp en till bild av denna byggnad |

## Östhammars kommun
| Namn | Ursprunglig funktion                             | Byggår     | Arkitekt | Plats       | Läge               | Anläggnings-ID | Bild                                    |
| --- | ------------------------------------------------ | ---------- | -------- | ----------- | ------------------ | -------------- | --------------------------------------- |
| Dannemora gruvor, gruvlaven, sovrings- och anrikningsverket, gruvstugan och transportbandet (Harvik 4:28) | Gruva (2 byggnader)                              | 1948       |          | Dannemora   | 60.20423, 17.86114 |                | Ladda upp en till bild av denna byggnad |
| Blåbandshuset (Börstils-Söderby 4:13)                                                                     | Nykterhetsloge (2 byggnader)                     | 1906       |          | Börstil     | 60.29489, 18.40507 |                | Ladda upp en bild av denna byggnad      |
| Djurstens fyrplats (Västerbyn 3:2)                                                                        | Fyrplats (1 byggnad)                             | 1839       |          | Gräsö       | 60.36902, 18.40120 |                | Ladda upp en till bild av denna byggnad |
| Dannemora gruvor, f.d. Gruvarbetartorpet (Gryttjom 2:12)                                                  | Gruva (4 byggnader)                              | 1845       |          | Dannemora   | 60.19500, 17.81795 |                | Ladda upp en till bild av denna byggnad |
| Forsmarks bruk (Forsmark 3:45; f.d. 3:17)                                                                 | Herrgård,Bruksherrgård,Bruk (41 byggnader)       | 1720       |          | Forsmark    | 60.37107, 18.15327 |                | Ladda upp en till bild av denna byggnad |
| Gimo herrgård och inspektorsbostaden vid Gimo bruk (Gimo 13:3, 11:186, 15:1 och 8:89)                     | Herrgård,Bruksherrgård,Bruk (10 byggnader)       | 1767       |          | Gimo        | 60.17878, 18.17175 |                | Ladda upp en till bild av denna byggnad |
| Granbo gård (Norrskedika 5:16)                                                                            | Fritidshus,Sommarvilla,Bondgård (5 byggnader)    | 1870       |          | Börstil     | 60.28981, 18.32889 |                | Ladda upp en bild av denna byggnad      |
| Dannemora gruvor, Nordschaktlaven (Films-Österby 3:5)                                                     | Gruva (1 byggnad)                                | 1903       |          | Dannemora   | 60.20947, 17.86614 |                | Ladda upp en bild av denna byggnad      |
| Dannemora gruvor, Norra maskin (Films-Österby 3:5)                                                        | Gruva (1 byggnad)                                | 1888       |          | Dannemora   | 60.20826, 17.86514 |                | Ladda upp en bild av denna byggnad      |
| Dannemora gruvor, Triewalds maskinhus (Harvik 4:28)                                                       | Gruva (1 byggnad)                                | 1728       |          | Dannemora   | 60.20380, 17.85563 |                | Ladda upp en till bild av denna byggnad |
| Örskärs fyrplats (Fyrtäppan 1:1, Norrboda 25:1)                                                           | Fyrplats (8 byggnader)                           | 1739       |          | Örskär      | 60.52585, 18.37364 |                | Ladda upp en till bild av denna byggnad |
| Österby bruk (Österbybruk 1:255, 1:332, 1:305, 1:355 och 1:116)                                           | Bruk,Herrgård,Bruksherrgård,Kyrka (78 byggnader) | 1760-talet |          | Österbybruk | 60.19483, 17.90287 |                | Ladda upp en till bild av denna byggnad |